# Ektor Rivera
Ektor Rivera (Bayamon, Puerto Rico; 11 de febrero de 1980) es un actor, cantante y artista visual puertorriqueño. 

## Teatro Musical
Broadway
En 2016 incursiona en Broadway en el papel protagónico de Emilio Estefan para el Musical On Your Feet!, presentado en el Marquis Theatre], Nueva York. El musical está basado en la vida y música de Gloria Estefan y su esposo Emilio Estefan. Más tarde se integra temporeramente a la gira nacional. Durante este periodo participa junto a Gloria Estefan en varios conciertos y eventos especiales como el Billboard’s Tony Awards Series, CBS Macy’s Thanksgiving Day Parade y el reconocido especial de despedida de año Dick Clark’s New Year’s Rockin’ Eve, llevado a cabo en el New York City’s Times Square para la cadena ABC.
En el 2017 fue reconocido como uno de los Embajadores del Desfile Nacional Puertorriqueño en Nueva York.
En 2014 formó parte del elenco de “Broadway and Beyond”, responsable de la apertura del Walt Disney Theater en el Centro Dr. Phillips en Orlando, FL. Este espectáculo fue dirigido por Richard Jay-Alexander y contó con la participación de grandes figuras de Broadway como Sierra Boggess y Norm Lewis entre otras estrellas.
Londres
En 2019 protagoniza el musical Evita en el papel de Juan Domingo Perón, que se llevó a cabo en el Regents Open Air Theatre en Londres. Evita es una ópera rock con música de Andrew Lloyd Webber y letras de Tim Rice basada en la vida de Eva Perón, líder política argentina y segunda esposa del presidente Juan Domingo Perón. Esta versión del musical fue dirigida por Jamie Lloyd y obtuvo dos nominaciones a los Laurence Olivier Award en 2020 como mejor musical y mejor coreografía por Fabián Aloise.
Las Vegas
En el 2012, Ektor fue escogido para participar en el show Q'Viva! The Chosen, producido por Jennifer López y Marc Anthony. El show, creado por Simon Fuller, fue dirigido por Jamie King y presentado simultáneamente en la cadena FOX y Univision ante una audiencia aproximada de 30 millones de personas. Durante el show, López halagó la voz de Ektor diciendo "teniendo tanto talento, me pone a pensar por qué alguien no ha visto antes esto" "Q'Viva! The Chosen Live" fue presentado ante un lleno total en el Mandalay Bay Resort de Las Vegas, Nevada en el año 2013.
Puerto Rico
Su primera experiencia en un musical fue en Fama, producido por Sonia Valentín y Alba Nydia Díaz. Luego de eso, ha participado en adaptaciones locales de musicales como Barrio arriba, barrio abajo, Rent, High School Musical, Hairspray, Godspell, y El Patito Feo. En 2008, la crítica Ileana Cidoncha alabó la "presencia escénica" de Ektor en el musical Hairspray, en el cual personificó a Seaweed Stubbs.
- "El milagro de la Tortilla" (2015)
- "Tu amigo es raro" (2015)
- "Broadway and Beyond" (2014)
- "The Mousetrap" (2013)
- Godspell (2012)
- Piaf (2011)
- The Outsiders (2011)
- Barrio Arriba, Barrio Abajo (2009)
- Rent (2009)[6]
- Hairspray (2008-2009)[7]
- High School Musical (2009)[8]
- Godspell (2007-2009)
- Objetivo Patria (2007)[9]
- FAME (2006)

## Televisión
En 2017 Participa como uno de los artistas invitados para bailar en el popular programa de televisión Mira Quien Baila de la cadena Univisión, colocándose como finalista en representación de Puerto Rico y su fundación “Cabecitas Rapadas”, entidad benéfica para los pacientes de cáncer en la Isla.
Otros proyectos de Cine y Televisión:
- Jimmy Kimmel Live! (2013-2016) Sketch. (ABC, Hollywood)
- Q'Viva! The Chosen (2012) Singer/Performer (FOX / Univision)
- Yo Canto (2011) Conductor (Telemundo)
- Club del Amor (2008) Conductor
- Un día antes (2009)
- Objetivo Fama Primera temporada (2004)[10]
- "The Shallows" (VoiceOver - Feature / 2016)
- "Start Up" (TV Series-Sony / 2016)
- "Incógnita" (TV Series / 2015)
- "Pasión de Mil Amores" (2014)
- Por Carambola (2011)
- Il Viaggio (2010)[11]
- Zapatos Prestados (para la Fundación Ricky Martin (2010)
- Lucía, Ignacio y Otras Historias (2009)[12]
- Tercera  (2008)
- The Argentine (2008)
- Nene Lindo  (2007)[13]

## Música
Héctor Rivera adoptó el nombre artístico de Joker al comenzar su interés en la música para el año 1996, en donde participó de un disco de rap "underground" llamado Reggae Mania producido por DJ Joel y Rubén DJ. Luego, en 1999 fue parte del grupo de música tropical Magia, cuarteto producido por el compositor dominicano Raldy Vázquez. Durante su participación con el grupo, el productor Edgardo Díaz (MENUDO, MDO) le recomendó audicionar para el "reality show" Objetivo Fama. Ektor audicionó para la primera temporada del show, que se celebró en 2004. Ektor culminó como tercer finalista de la competencia detrás de la ganadora Janina Irizarry y la finalista Sheila Romero.
A pesar de no haber ganado, Ektor consiguió un contrato disquero. En agosto de 2005, lanzó su disco como solista titulado Un Paso del Amor producido por el español Alejandro Jaén, en el cual se estrenó como compositor de dos temas. El disco logró colocarse entre los primeros 20 en ventas a nivel nacional y resultó en un hit titulado "Te Voy a Amar", el cual fue usado en una novela transmitida por Univision.
Luny Tunes, un duó famoso de productores, expresó interés de trabajar con Ektor durante una entrevista en el show Anda Pa'l Cara. Esto motivo a ambas partes a ponerse en contacto, así como rumores de un segundo álbum producido por el dúo. Sin embargo, el álbum nunca se materializó. Aun así, Ektor colaboró con ellos en la canción "I Think I'm in Love", con la participación de Tainy, para el disco Los Benjamins, la Continuación.
En enero de 2009, Ektor fue parte del magno concierto Por Amor al Arte... Estrellas con el MAC a beneficio del Museo de Arte Contemporáneo de Puerto Rico. El mismo fue celebrado en el Centro de Bellas Artes Luis A. Ferré, donde compartió tarima con Andy Montañez, Glenn Monroig, Melliangee Pérez (soprano) y Gisela Asencio (mezzo soprano) acompañados por la Orquesta Filármonica de Puerto Rico.

## Artista Visual
Durante muchos años trabajó como artista gráfico independiente en varias compañías dedicadas al entretenimiento; diseñando conceptos en gran formato para autobuses, banners, logos, producciones musicales, gráficas para televisión, promociones para películas y teatro.
Su primera exhibición individual fue Persuasiones (2007), en donde explora el significado imperceptible de las emociones, por medio de la figuración.
Exposiciones individuales
- 2019 Puerto Rico en Mi, Museo de las Américas, San Juan, Puerto Rico
- 2012 Conexión, Hotel La Concha, San Juan, Puerto Rico / Conexión, Galería Telemundo, San Juan, Puerto Rico
- 2008   Íconos, Latitudes, San Juan, Puerto Rico
- 2007 Persuasiones, Huma, San Juan, Puerto Rico

Exposiciones colectivas
- 2015 Tríptico Sicalíptico, Vick Center, San Juan, Puerto Rico
- 2012 Calendart 2013, Hotel Caribe Hilton, San Juan, Puerto Rico
- 2011 Calendart 2012, Hotel Caribe Hilton, San Juan, Puerto Rico
- 2009 The New Phase, Viota Gallery, Guaynabo, Puerto Rico
- 2008 Designers Fest, Centro de Convenciones, Puerto Rico /  El Rincón, Exhibición Virtual para TISOC, Barcelona, España
- 2005 Colectivo EAP, Escuela de Artes Plásticas de Puerto Rico, San Juan

## Presentador
Fungió como presentador de los premios La Musa Awards - The Latin Songwriters Hall of Fame, en la ciudad de Miami.
En 2011 laboró en el programa musical “Yo Canto” de la cadena Telemundo como copresentador junto a la actriz y presentadora Daniela Droz.
Condujo junto a Marjorie Ramírez “Aventura Científica” para SiTV (Canal 40), programa premiado por la Agencia Federal de Protección Ambiental con el Galardón a la Excelencia Ambiental, además de obtener un Premio Emmy como mejor programa ambiental en 2015.

## Biografía y educación
Éktor Rivera Alicea nació el 11 de febrero en la ciudad de Bayamón, Puerto Rico. Sus padres son Iris Alicea y Héctor Rivera, padre. Rivera completó un bachillerato en Imagen y Diseño Digital de la Escuela de Artes Plásticas de Puerto Rico, graduándose magna cum laude.

## Vida personal
Ektor se casó con Yara Lasanta en diciembre de 2013, en una ceremonia en el pueblo de Barranquitas, Puerto Rico.

## Discografía

### Álbumes de Solista
- A un paso del amor  (2005)

### Álbumes de Grupo
- Los Benjamins... La Continuación (Luny Tunes / 2007)
- Objetivo Fama  (2004)
- Grupo Magia  (2000)
- Reggae Mania / DJ Joel  (1996)